# Francisco (Schiff)
Die Francisco ist ein 2013 in Dienst gestellter Hochgeschwindigkeitskatamaran der in Uruguay ansässigen Reederei Buquebus. Der Katamaran ist die erste Fähre, die Flüssigerdgas als Treibstoff verwendet und hat einen Jetantrieb. Die Fähre wird auf dem Río de la Plata, auf der Strecke zwischen Buenos Aires und Montevideo, eingesetzt. 
Die Francisco gilt mit einer Höchstgeschwindigkeit von 58 Knoten (107 km/h) und einer Reisegeschwindigkeit von 51 Knoten (95 km/h) als schnellstes Fährschiff der Welt.

## Geschichte
Die Francisco wurde am 8. November 2010 in Auftrag gegeben und am 16. Mai 2011 unter der Baunummer 069 in der Werft von Incat in Hobart auf Kiel gelegt. Das Schiff erhielt zwei Gasturbinen von GE Aviation sowie einen Jetantrieb von Wärtsilä.
Ursprünglich sollte das Schiff den Namen Lopez Mena tragen, unter dem es auch am 17. November 2012 vom Stapel lief. Nach der Wahl des Kardinals und früheren Erzbischofs von Buenos Aires Jorge Mario Bergoglio zum Papst und dessen gewählten Namen Franziskus wurde der neue Katamaran jedoch zu seinen Ehren umbenannt.
Am 3. Juli 2013 erfolgte die Ablieferung der Francisco an Buquebus. Am 2. August traf das Schiff in Montevideo ein, wo es am 30. September offiziell getauft wurde. Am 9. Oktober 2013 nahm der Katamaran den Dienst zwischen Buenos Aires und Montevideo auf.